# Colin Brittain

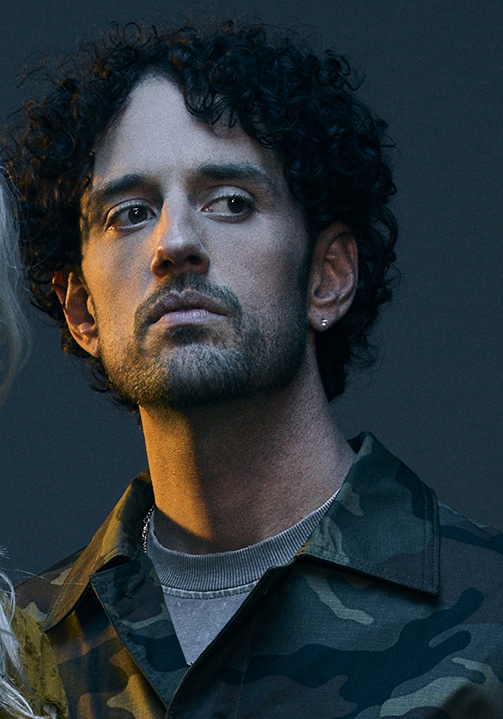
Colin Brittain (2024)

Colin Brittain (* 29. Dezember 1986 als Colin Cunningham in Pensacola, Florida) ist ein US-amerikanischer Musiker und Produzent.

## Leben

### Jugend
Colin Brittain stammt aus einer musikalischen Familie. Sein Vater finanzierte sich einst das Studium durch das Spielen in einer Country-Band, seine Brüder spielen Klavier, er selbst seit Kindheitstagen Schlagzeug und Gitarre. Mit 14 Jahren machte er ein Praktikum in einem Tonstudio und beschloss aufgrund dieser Erfahrung, eine Karriere als Profimusiker anzustreben. Von seinem Vater bekam er einen Laptop, eine rudimentäre Musiksoftware und Raum für ein Aufnahmestudio zur Verfügung gestellt.
Seit er 15 Jahre alt war, schreibt und produziert Brittain für andere Künstler. Zudem begann er in der High School, mit seinem Freund Thomas Boyd Musik zu machen, woraus sich die Band Oh No Fiasco entwickelte.

### Oh No Fiascound Erfolg als Produzent (2010–2022)
Brittain war Schlagzeuger der Band Oh No Fiasco. 2011 veröffentlichte die Band ein selbstbetiteltes Album im Eigenverlag und wurde anschließend bei Five Seven Music unter Vertrag genommen. 2012 nahm Oh No Fiasco ein Album mit dreizehn Songs auf, allerdings blieb dieses unveröffentlicht. Lediglich eine EP wurde 2013 herausgebracht, die Band gab im Herbst 2014 ihre Auflösung bekannt.
Parallel unterrichtete Brittain Schlagzeug und tourte als Livemusiker. 2015 begann er eine langjährige Schreib- und Produktionspartnerschaft mit Nick „Ras“ Furlong. Das Duo schrieb und produzierte u. a. auf den Alben Last Young Renegade von All Time Low und Crooked Teeth von Papa Roach. Jacoby Shaddix gab in einem Interview an, ihr Label habe sie für verrückt dafür gehalten, die Produktion in die Hände von Furlong und Brittain zu legen, schließlich handelte es sich bei Crooked Teeth um die erste Rockplatte in voller Länge, die die beiden produziert haben. Auch an den beiden folgenden Alben von Papa Roach arbeitete das Duo mit. Zwischen 2015 und 2017 war Brittain zudem in Tokio intensiv am Schreiben und Produzieren des Albums Ambitions von One Ok Rock beteiligt. 2019 erschuf er mit Elijah Noll das Musikprojekt American Teeth.
Brittain beschreibt das Produzieren von Musik als seine liebste Zeitbeschäftigung: „Es ist, als wäre ich meine eigene komplette Band und könnte mit jedem Pinsel malen.“ Er liebe es, Musik live zu spielen und zu touren, aber es erfülle ihn kreativ viel mehr, wenn er andere Bands produziere, weil er dann das ganze Bild erfassen kann und nicht nur ein Instrument. Brittain hat mit Musikern aus verschiedensten Genres zusammengearbeitet. Zu seinen häufigen Kollabarationspartnern beim Produzieren zählt auch John Feldmann. 2017 gab er an, zu versuchen, nicht mehr als drei Alben pro Jahr zu produzieren, um genug Zeit zu haben, jede schlechte Idee durchzuprobieren, bevor die richtige gefunden würde.

### Linkin Park (seit 2023)
Im Zuge seiner Produktionen für die entstehenden Alben von Papa Roach und Sueco traf Brittain 2021 bei einer Songwritingsession erstmals Mike Shinoda. Die beiden arbeiteten in der Folge an Suecos Song Up in Smoke sowie Songs für grandson und Bea Miller zusammen. Shinoda lud Brittain zu Sessions von Linkin Park ein, wo nach dem Tod von Chester Bennington und dem – öffentlich nicht bekannten – Ausstieg von Rob Bourdon an neuer Musik gearbeitet wurde. Nach wiederholter gemeinsamer Arbeit mit der Band wurde Brittain im Herbst 2023 als neuer Schlagzeuger und Co-Produzent fixiert. Im September 2024 wurde das neue Line-Up öffentlich bekanntgegeben.